# Esame intraoperatorio
L'esame istologico intraoperatorio, o esame estemporaneo (a volte detto solo "estemporanea"), è una tecnica diagnostica di anatomia patologica che può essere utilizzata durante un intervento chirurgico. Tecnicamente consiste in una biopsia in cui prelievo e diagnosi avvengono durante l'intervento chirurgico.
Al fine di garantire tempi di lavorazione estremamente brevi, la biopsia viene congelata all'interno di un particolare strumento denominato criostato all'interno del quale il campione viene posto con un particolare gel (OCT) su di un supporto speciale e quindi esposto a temperature molto basse (-35°). In questo modo la biopsia è in grado di congelarsi in pochi minuti ed essere pronta al taglio da parte del tecnico di laboratorio, il quale otterrà delle fette spesse pochi micron da far aderire su di un vetrino portaoggetti. Il vetrino così allestito verrà colorato con sostanze coloranti specifiche per i tessuti ed una volta montato sarà pronto per la lettura al microscopio. È infine compito di un medico specialista in anatomia patologica porre la diagnosi su una sezione così allestita.
Il tempo medio di allestimento di un esame intraoperatorio è di 10-15 minuti dall'arrivo del tessuto nel laboratorio. A confronto, la lavorazione di una biopsia di routine richiede uno o più giorni, ma permette di ottenere una qualità migliore delle sezioni, grazie al fatto che i campioni vengono sottoposti ad un processo che li porta ad essere inclusi in sostanze resinose come la paraffina, che dona compattezza e facilità di taglio al campione.
L'esame intraoperatorio può venire richiesto al fine di chiarire la diagnosi di malattia, nel caso questa non sia già stata posta in precedenza, o quando durante l'operazione emergano nuovi quesiti diagnostici. Dall'esame in estemporanea dipende frequentemente il successivo procedere operativo.